# UCI Africa Tour 2025
El UCI Africa Tour 2025 será la vigésima primera edición del calendario ciclístico internacional Africano. Se inicia el 22 de enero en Mauritania, con el Tour du Sahel y finalizará el 5 de octubre de 2025 con el Gran Premio de Angola en Angola. En principio, se disputarían 15 competencias, otorgando puntos a los primeros clasificados de las etapas y a la clasificación final, aunque el calendario puede sufrir modificaciones a lo largo de la temporada con la inclusión de nuevas carreras o exclusión de otras.

## Equipos
Los equipos que pueden participar en las diferentes carreras depende de la categoría de las mismas. Los equipos UCI WorldTeam y UCI ProTeam, tienen cupo limitado para competir de acuerdo al año correspondiente establecido por la UCI, los equipos Equipos Continentales y selecciones nacionales no tienen restricciones de participación:
| Categoría      | Categoría                       | Equipos                                                                                    |
| -------------- | ------------------------------- | ------------------------------------------------------------------------------------------ |
| .1             | 1.1 (Carrera de un día)         | * UCI WorldTeam (max 50%) * UCI ProTeam * Continentales * Selecciones nacionales           |
| .1             | 2.1 (Carrera de varios días)    | * UCI WorldTeam (max 50%) * UCI ProTeam * Continentales * Selecciones nacionales           |
| .2             | 1.2 (Carrera de un día)         | * UCI ProTeam * Continentales * Selecciones nacionales * Selecciones regionales * Amateurs |
| .2             | 2.2 (Carrera de varios días)    | * UCI ProTeam * Continentales * Selecciones nacionales * Selecciones regionales * Amateurs |
| .Ncup (sub-23) | 1.Ncup (Carrera de un día)      | * Selecciones nacionales * Selecciones mixtas                                              |
| .Ncup (sub-23) | 2.Ncup (Carrera de varios días) | * Selecciones nacionales * Selecciones mixtas                                              |

## Calendario
Las siguientes son las carreras que componen el calendario UCI Africa Tour para la temporada 2025 aprobado por la UCI.
| UCI Africa Tour 2025       | UCI Africa Tour 2025 | UCI Africa Tour 2025 | UCI Africa Tour 2025 | UCI Africa Tour 2025 |
| Fecha                      | País                 | Carrera              | Ganador              |                      |
| -------------------------- | -------------------- | -------------------- | -------------------- | -------------------- |
| 22 – 26 de enero           | Mauritania           | Tour du Sahel        | Stefan Verhoeff      |                      |
| 23 de febrero – 2 de marzo | Ruanda               | Tour de Ruanda       | Fabien Doubey        |                      |

## Clasificaciones parciales
- Nota:  Las clasificaciones parciales hasta el momento son:[4]

### Individual
| Posición | Corredor     | Equipo | Puntos |
| -------- | ------------ | ------ | ------ |
| 1.º      | Bandera de ? |        |        |
| 2.º      | Bandera de ? |        |        |
| 3.º      | Bandera de ? |        |        |
| 4.º      | Bandera de ? |        |        |
| 5.º      | Bandera de ? |        |        |
| 6.º      | Bandera de ? |        |        |
| 7.º      | Bandera de ? |        |        |
| 8.º      | Bandera de ? |        |        |
| 9.º      | Bandera de ? |        |        |
| 10.º     | Bandera de ? |        |        |

| Posiciones 11º al 20º | Posiciones 11º al 20º | Posiciones 11º al 20º | Posiciones 11º al 20º |
| --------------------- | --------------------- | --------------------- | --------------------- |
| 11.º                  | Bandera de ?          |                       |                       |
| 12.º                  | Bandera de ?          |                       |                       |
| 13.º                  | Bandera de ?          |                       |                       |
| 14.º                  | Bandera de ?          |                       |                       |
| 15.º                  | Bandera de ?          |                       |                       |
| 16.º                  | Bandera de ?          |                       |                       |
| 17.º                  | Bandera de ?          |                       |                       |
| 18.º                  | Bandera de ?          |                       |                       |
| 19.º                  | Bandera de ?          |                       |                       |
| 20.º                  | Bandera de ?          |                       |                       |

### Equipos
| Posición | Equipo       | Puntos |
| -------- | ------------ | ------ |
| 1.º      | Bandera de ? |        |
| 2.º      | Bandera de ? |        |
| 3.º      | Bandera de ? |        |
| 4.º      | Bandera de ? |        |
| 5.º      | Bandera de ? |        |

### Países
| Posición | País         | Puntos |
| -------- | ------------ | ------ |
| 1.º      | Bandera de ? |        |
| 2.°      | Bandera de ? |        |
| 3.º      | Bandera de ? |        |
| 4.º      | Bandera de ? |        |
| 5.º      | Bandera de ? |        |

### Países sub-23
| Posición | Corredor     | Equipo | Puntos |
| -------- | ------------ | ------ | ------ |
| 1.º      |              |        |        |
| 2.º      | Bandera de ? |        |        |
| 3.º      | Bandera de ? |        |        |
| 4.º      | Bandera de ? |        |        |
| 5.º      | Bandera de ? |        |        |

## Evolución de las clasificaciones
| Fecha       | Clasificación individual | Clasificación por equipos | Clasificación por países | Clasificación por países sub-23 |
| ----------- | ------------------------ | ------------------------- | ------------------------ | ------------------------------- |
| 31 de enero |                          |                           |                          |                                 |